# 精進案
精進案，是中華民國政府在臺灣繼精實案之後的裁軍計畫，實施期約為2002-2011。此案之後的裁軍計畫為精粹案。

## 緣起
在中華民國國防部於1994年提出的「十年兵力規劃」相關報告中，原本計畫是將中華民國國軍總兵力削減至四十萬人以下，將官員額由近千人削減至四百人，三軍總部降編為司令部等。預計用十年時間，一次到位進行改革；但之後考量到一次到位變動太劇烈，故而將裁軍時程拉長、變動幅度縮小，於是有了「精實案、精進案、精粹案」三階段裁軍的計畫，其實都是「國軍軍事組織及兵力調整規劃案」的延伸。

## 歷程
2000年~2001年，於精實案進行同時，國軍開始進行精進案之規劃。由於精實案執行後發生很多問題，甚至被中華民國監察院於2000年糾正。如：該裁未裁、先裁後復、頭（官）重腳（兵）輕等等缺失被提出檢討，所以此次精進案在規劃時，改以配合國防二法，進行組織簡併為主，達到實際裁軍的目標，預定於十年內完成。

## 主要規劃
- 精進組織：

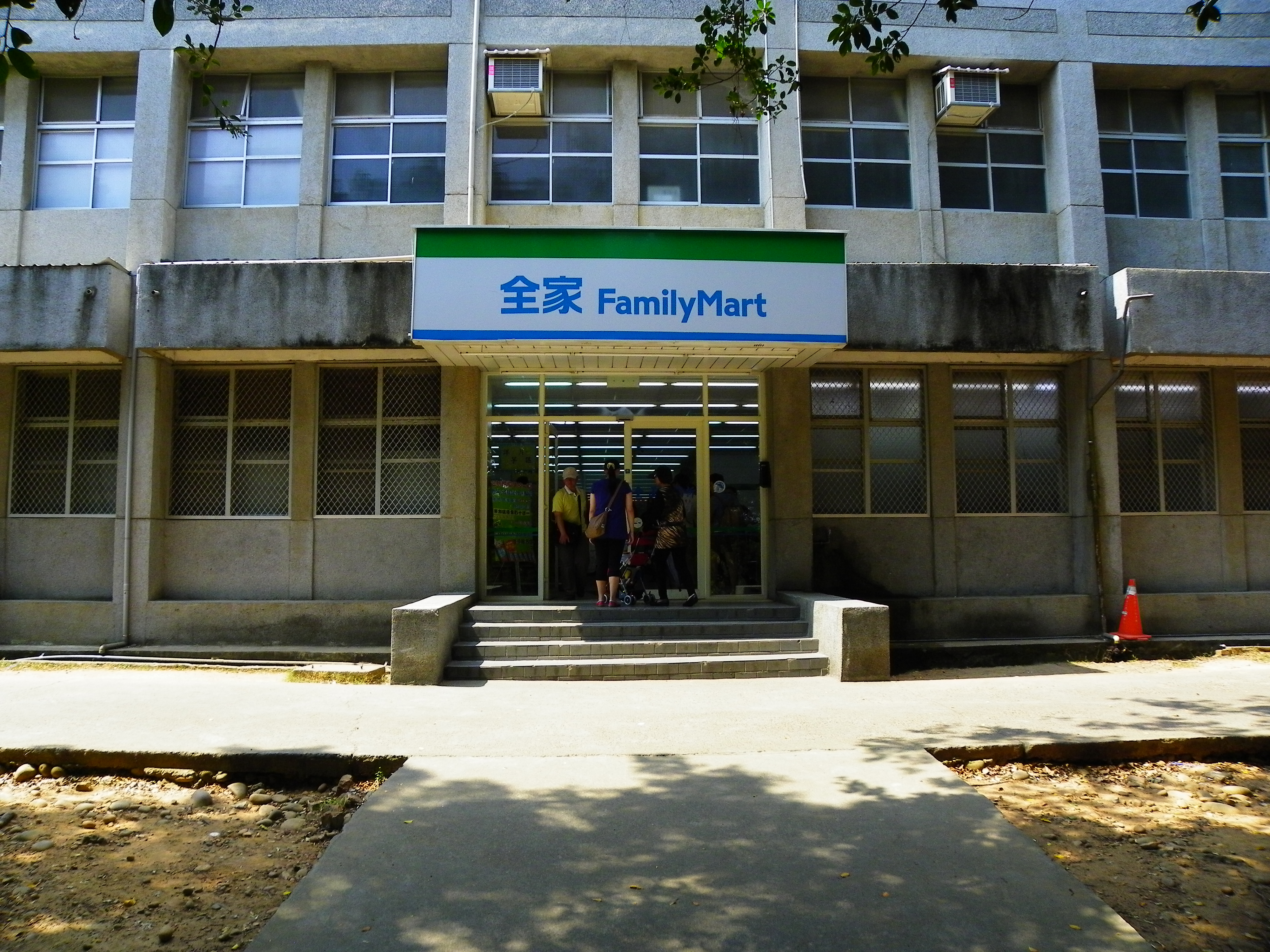
成功嶺2所福利社外包便利商店業者經營

  - 於2004年1月1日進行第一階段，將組織簡併縮編，以達到官士兵為1:2:2的目標，提高編現比；另一方面裁減將官名額90餘人、上校600餘人、中校900餘人
  - 精簡各後勤單位，業務外包交由民間
  - 降編各軍總部，改為司令部

- 全面轉型：
  - 建立常、後分立原則
  - 逐年縮短義務役期，規劃以志願役官士兵為主，少量義務役幹部為輔等，使國軍逐漸邁向全募兵制，最後取消替代役

## 外部連結
國軍精進案大裁軍 一年半砍掉九萬--中廣新聞網  （页面存档备份，存于）